# Ulvefod-familien
Ulvefod-familien (Lycopodiaceae) er jordboende eller epifytiske karplanter med 5 slægter og et stort antal forskellige arter.
Den sporebærende plante er regelmæssigt forgrenet, og den består af en jordstængel med trævlerødder og en overjordisk del med talrige, tætsiddende og spiralstillede, bittesmå blade. Sporer dannes oven på bladene, og der, hvor de spirer, dannes der enten en tvekønnet, masse med fotosyntese eller nogle underjordiske, forgrenede organer, som opsøger symbiose med en svamp. På disse over- eller underjordiske organer dannes der ægceller og fritsvømmende sædceller. Efter befrugtning dannes den sporebærende generation.

## Taksonomi
Familien Lycopodiaceae blev først etableret i 1802. Selvom andre slægter nu er placeret i familien (især Huperzia, 1801) var blevet beskrevet, var Lycopodium, indtil midten af 1900-tallet, ofte den eneste medtagne slægt. Arbejde af Josef Holub og Benjamin Øllgaard etablerede i 1980'erne tre klare opdelinger i familien. Dette er siden blevet understøttet af molekylære fylogenetiske undersøgelser. Flere forskellige måder at repræsentere denne situation taksonomisk er blevet brugt, og er stadig i brug, herunder tre underfamilier med flere slægter, og tre slægter med flere underslægter. Tre underfamilier, inklusive Lycopodioideae, blev først foreslået af Warren Wagner Jr. og Joseph Beitel i 1992, men blev ikke gyldigt offentliggjort under International Code of Botanical Nomenclature som det hed dengang. Navnene blev valideret af Benjamin Øllgaard i 2015. Hele underfamilien Lycopodioideae i Pteridophyte Phylogeny Group klassifikationen fra 2016 (PPG I) svarer til den enkelte slægt Lycopodium i andre klassifikationer.

## Slægter
Slægter i ulvefods-familien:
- Diphasiastrum (16 arter)
- Huperzia (ca. 400 arter)
- Lycopodiella (38 arter)
- Lycopodium (ca. 200 arter)
- Phylloglossum (1 art – ikke i Danmark)

## Arter i Danmark
En oversigt med kendetegn for ulvefodsplanter i Danmark. Listen inkluderer Dværgulvefod, der ellers er i en familie for sig selv. Alle arter er jordboende (ikke-epifytiske):
- Stængler oprette, kraftige, gaffeldelte. 5-20cm. Blade udstående. Ingen strobili, dvs. at alm. blade ("nålene") og blade med ynglelegemer er ens. Temmelig sjælden. Otteradet Ulvefod
- Stængler oprette, kraftige, sjældent delte. 5-30cm. Blade udstående. Strobili gullige og aks-lignende, sidder uden stilk på stænglen. Sjælden. Femradet Ulvefod
- Stængler nedliggende, kraftige, ofte delte. 15-30cm. Blade udstående. Strobili gullige og kolbe-lignende, sidder på lang stilk. Temmelig sjælden. Almindelig Ulvefod
- Stængler nedliggende, spinkle, 3-8cm. Blade noget udstående, busket. Strobili grøn-gullige og aks-lignende, sidder uden stilk på stænglen. Sjælden. Liden Ulvefod
- Stængler nedliggende, spinkle, 3-10cm. Blade noget udstående, ikke busket. Strobili er grønne aks, der ligner resten af planten, sidder på stænglen uden stilk. Meget sjælden. Mos-Dværgulvefod
- Stængler krybende til oprette, ofte delte. 10-30cm. Blade tæt tilliggende. Strobili gullige og aks-lignende, sidder på stilk. Meget sjælden. Flad Ulvefod
- Stængler krybende til oprette, ofte delte. 10-30cm. Blade tæt tilliggende. Strobili gullige og kolbe-lignende, sidder på stilk. Meget sjælden. Cypres-ulvefod
- Stængler krybende til oprette, ofte delte. 3-14cm. Blade tæt tilliggende. Strobili gullige og aks-lignende, sidder på stænglen uden stilk. Uhyre sjælden, Fredet. Bjerg-ulvefod

## Note
1. ↑  "Lycopodiaceae P.Beauv. ex Mirb.", Plants of the World Online, Royal Botanic Gardens, Kew, hentet 2019-12-10
2. ↑  "Huperzia Bernh.", The International Plant Names Index, hentet 2019-12-10
3. 1 2  Wagner Jr., Warren H. & Beitel, Joseph M. (1992), "Generic Classification of Modern North American Lycopodiaceae", Annals of the Missouri Botanical Garden, 79 (3): 676-686, doi:10.2307/2399759, JSTOR 2399759
4. ↑  Field, Ashley R.; Testo, Weston; Bostock, Peter D.; Holtum, Joseph A.M. & Waycott, Michelle (januar 2016), "Molecular Phylogenetics and the Morphology of the Lycopodiaceae Subfamily Huperzioideae Supports Three Genera: Huperzia, Phlegmariurus and Phylloglossum", Molecular Phylogenetics and Evolution, 94, Part B (Pt B): 635-57, doi:10.1016/j.ympev.2015.09.024, PMID 26493224
5. ↑  Øllgaard, B. (2015), "Six new species and some nomenclatural changes in neotropical Lycopodiaceae", Nordic Journal of Botany, 33 (2): 186-196, doi:10.1111/njb.00652
6. ↑  PPG I (2016), "A community-derived classification for extant lycophytes and ferns", Journal of Systematics and Evolution, 54 (6): 563-603, doi:10.1111/jse.12229, S2CID 39980610
7. ↑  Christenhusz, Maarten J.M. & Chase, Mark W. (2014), "Trends and concepts in fern classification", Annals of Botany, 113 (9): 571-594, doi:10.1093/aob/mct299, PMC 3936591, PMID 24532607
8. ↑  "Lycopodium L.", Plants of the World Online, Royal Botanic Gardens, Kew, hentet 2019-12-10
9. ↑  Opdelingen følger ITIS.

| Portal | Portal:Botanik |